# Joe Renzetti
Pour les articles homonymes, voir Renzetti.
 (octobre 2018).
Joe Renzetti est un compositeur américain de musiques de films né le 4 janvier 1941 aux États-Unis.

## Filmographie
- 1978 : The Buddy Holly Story de Steve Rash
- 1978 : Cotton Candy (TV)
- 1979 : Le Roman d'Elvis (Elvis) de John Carpenter (TV)
- 1979 : Diary of a Teenage Hitchhiker (TV)
- 1980 : Marathon (TV)
- 1980 : Fatso
- 1980 : Le Droit de tuer (The Exterminator)
- 1981 : Réincarnations (Dead & Buried)
- 1981 : Under the Rainbow
- 1981 : Through the Magic Pyramid (TV)
- 1982 : La Descente aux enfers (Vice Squad)
- 1982 : Mysterious Two (TV)
- 1986 : Mort ou vif (Wanted: Dead or Alive)
- 1988 : Poltergeist 3
- 1988 : Jeu d'enfant (Child's Play)
- 1990 : Meurtre sur répondeur (en) (Lisa)
- 1990 : Frère de sang 2 (Basket Case 2)
- 1990 : Frankenhooker
- 1991 : Murderous Vision (TV)
- 1992 : South Beach
- 1992 : Basket Case 3
- 1994 : Le Triomphe des innocents (Slaughter of the Innocents)
- 1994 : Havana Connection
- 1997 : One Take
- 1999 : Wired Angel
- 2006 : 39: A Film by Carroll McKane

## Distinctions
- Oscar de la meilleure musique de film en 1979 pour The Buddy Holly Story.
- Nomination au prix de la pire musique de film, lors des Razzie Awards 1982 pour Under the Rainbow.